# Teso dos Bichos
Teso dos Bichos — восемнадцатый эпизод третьего сезона телесериала «Секретные материалы». Эпизод принадлежит к типу «монстр недели» и не связан с основной «мифологией сериала», заданной в первой серии. Режиссёр Ким Мэннэрс, автор сценария Джон Шибан. Эпизод вышел на телеэкраны 8 марта 1996 года.
Тезо-дос-Бихос — реально существующее место раскопок, находится на острове Маражо, в устье Амазонки. На английский язык Teso dos Bichos можно перевести как «Burial Mound of Small Animals» — «Могильный холм мелких животных».

## Сюжет
На раскопках в местечке Тезо-дос-Бихос, Южная Америка, индейцы-землекопы племени секона находят урну, в которой покоятся останки женщины-шамана и которая является святыней для их племени. Координатор раскопок говорит начальнику экспедиции Рузвельту, что урну необходимо оставить в покое, но тот настаивает, что урна должна быть доставлена в США.
Чуть позднее существо, похожее на ягуара, нападает на Рузвельта в палатке и убивает его. Спустя некоторое время, когда урна уже была перевезена в США, в музее естественной истории в Бостоне охранник обнаруживает труп доктора Хорнинга, одного из участников экспедиции. Малдер говорит Скалли, что индейцы верят, что великое проклятие будет наложено на того, кто потревожит Амару, женщину-шамана. Агенты допрашивают координатора экспедиции Билака, который заявляет, что с самого начала был против этого.
Скалли считает, что убийцей Хорнинга является Билак, а не мифический ягуар. Вечером Льютон был растерзан неизвестным существом в тот момент, когда осматривал двигатель своего автомобиля «Ягуар». Скалли находит куски мертвых крыс под капотом «Ягуара». Она считает, что крыс привлекло тепло, исходящее от двигателя. В это время студентка Мона Вустнер сообщает агентам, что музей атакован полчищами крыс, которые лезут из канализации.
Но когда Малдер приезжает в музей, Моны там уже нет. Скалли находит в доме Билака сосуд с яхе и дневник, из которого заключает, что за проклятием Амару стоит Билак. Малдер находит Билака в женском туалете музея, тот говорит, что Мона мертва, но он не знает, где тело. Билака запирают в охраняемой комнате. Агенты находят труп собаки Моны, Сахара. Ветеринар производит вскрытие и обнаруживает, что собака съела кошку, которая перед этим съела отравившуюся ядом крысу. Малдер считает, что крыс кто-то преследует, из-за чего они атакуют музей.
Билак исчезает из-под охраны. Агенты подозревают, что он пролез в отопительные туннели, которые проходят под музеем. Открыв люк, Малдер и Скалли отправляются во тьму подземелья. Они находят изъеденный одичавшими кошками труп доктора Льютона с выеденными глазами. Малдер спасает Скалли от нападения взбесившейся кошки, но их преследует целая стая и они оказываются запертыми в комнате. Пока полчища кошек ломятся в дверь, агенты обнаруживают труп Билака в вентиляционной трубе.
Труба — единственный выход наружу, и агенты убирают тело, освобождая себе путь к спасению. Вскоре приезжают работники отдела по контролю над животными, чтобы очистить музей от кошек, но те успели затеряться в коллекторах. Малдеру сообщают, что госдепартамент решил возвратить урну Амару в Эквадор.